# Ненем (игрок в пляжный футбол)
Карлос Альберто Лисбоа (порт. Carlos Alberto Lisboa; более известный как Ненем; род. 25 июня 1975, Рио-де-Жанейро) — бразильский игрок в пляжный футбол. Выступал за сборную Бразилии с 1994 по 2005 год. Завершил карьеру в 2009 году в связи с травмой.
Ненем является одним из лучших игроков в истории пляжного футбола. В 2019 году журнал France Football поместил Ненема на второе место в списке «10 легенд пляжного футбола». Также он с 337 забитыми голами является лучшим бомбардиром сборной Бразилии за всю историю.

## Карьера

### Игровая карьера
В возрасте 21 года Ненем принял приглашение от Жуниора и Эдиньо присоединиться к ним и другим игрокам-ветеранам сыграть за недавно сформированную сборную Бразилии по пляжному футболу. Его дебют состоялся на Кубке Америки в декабре 1994 года. Игра Ненема произвела впечатление, благодаря чему он был включён в заявку Бразилии для участия в историческом первом розыгрыше чемпионата мира по пляжному футболу в 1995 году, где он занял место Жоржиньо.
Впоследствии Ненем закрепился в сборной, где забил свой 100-й гол в матче против Испании (10:2) на чемпионате мира 1998 года. Параллельно с этим он продолжал попытки сделать карьеру в обычном футболе. Ненем выступал за «Флуминенсе», «Марсилио Диас», «Фигейренсе», «Крузейро» и «ЦФЗ Рио». Важным моментом карьеры 25-летнего игрока стало приглашение в январе 1999 года во французский «Лилль», куда он перешёл прервав сбои выступления в бразильской сборной по пляжному футболу. Ненем не смог вписаться в игру команды и после всего лишь нескольких матчей в Лиге 2 и Кубке Франции, где бразилец ни разу не забил, он летом того же года вернулся на родину. После этого Ненем решил завязать с футболом и полностью сосредоточится на пляжном футболе.
Пик его карьеры пришёлся на 2002 год, когда в возрасте 28 лет он был признан лучшим игроком чемпионата мира 2002 года, а также получил награду лучшего бомбардира. В следующем году он вновь стал лучшим бомбардиром мундиаля. После чемпионата мира 2004 года Ненем занимал второе место по количеству забитых голов (55) среди всех игроков турнира за всю его историю.
В 2005 году Бразилия заняла разочаровывающее для себя третье место на первом чемпионате мира под эгидой ФИФА. Тем не менее, Ненем получил две индивидуальные награды — «Серебряный мяч» (второй лучший игрок) и «Серебряную бутсу» (второй лучший бомбардир).

### Исключение из сборной Бразилии
Одной из причин неудач Бразилии на чемпионате мира 2005 года местные СМИ называли то, что основная часть команды слишком возрастная. Ненему к тому моменту было 33 года. Новый тренер Александре Соареш, вставший у руля команды летом 2005 года, начал изменения в составе команды, исключив таких игроков как Жоржиньо, Робертиньо, Жуниньо и собственно Ненема. К тому моменту футболист уже являлся лучшим бомбардиром Бразилии за всю историю, за что он получил прозвище «король пляжа». Несмотря на предыдущие заслуги он не был включён в заявку команды на чемпионат мира 2006 года. Соареш объяснял своё решение тем, что сплоченность команды важнее индивидуального мастерства. Тем не менее в СМИ также фигурировала версия, что истинной причиной является кулуарная борьба, связанная с отношениями между игроками и тогдашним руководством федерации. Исключение Ненема было встречено неодобрением болельщиков, которые в первом матче для бразильцев на мундиале 2006 года против Польши, скандировали «где Ненем, где Ненем!?», что звучало на протяжении всего турнира. Несмотря на критику Соареша он привёл Бразилию к победе на мундиале 2006 года.
После полуфинальной игры Ненем в СМИ сказал: «Жаль, что меня не было там [в составе команды], но я счастлив, поскольку прежде всего я бразилец…. У него [Соареша] свой стиль работы, и я уважаю это». Тем не менее, он также выразил желание вернуть себе место в составе сборной.

### Завершение карьеры игрока и начало тренерского пути
В 2007 году Ненем впервые попробовал себя в качестве тренера, когда принял предложение возглавить сборную Японии на Мундиалито. В ходе турнира японцы уступили со счётом 4:0 его родной Бразилии, однако это не помешало работать со сборной до конца года. За это время он выводил сборную на чемпионат мира 2007 года. Одновременно с тренерской деятельностью он продолжал играть в пляжный футбол, в том числе в Японии. В 2008 году, после трех лет отсутствия, он вернулся в состав сборной Бразилии на выставочный матч, посвященный завершению карьеры его давнего товарища по команде Жуниора Негао, в котором он воспользовался возможностью и добавил ещё один гол в свой актив.
В 2009 году, играя в клубном чемпионате Бразилии, Ненем получил травму колена. Серьёзность повреждения привела кому, что в возрасте 36 лет он принял решение окончательно завершить карьеру, проведя в общей сложности 337 матчей за сборную Бразилии. Стиль его игры по ходу карьеры сравнивали с Гарринчей и Ромарио.
После завершения карьеры игрока он переехал в Катар, где в 2011 году возглавил местную сборную. Он руководил командой на нескольких чемпионатах Азии и покинул её в 2018 году.
На протяжении многих лет Ненем критиковал современный пляжный футбол, сравнивания его с собственным опытом выступлений в 1990-е годы. Он утверждал, что этот вид спорта стал слишком «роботизированным» и что игрокам не хватает связи с болельщиками во время игры.

## Личная жизнь
Ненем вырос в фавелле Морру-да-Бабилония в районе Леме в Рио-де-Жанейро. Он воспитывает троих детей: двух сыновей Кайке (род.1993) и Кайо (род. 1995) и дочь Киру Кэрол (род. 2001).

## Достижения

### Командные
- Чемпионат мира по пляжному футболу
  - Победитель (8): 1995, 1996, 1997, 1998, 2000, 2002, 2003, 2004
- Мундиалито
  - Победитель (6): 1994, 1997, 2000, 2001, 2002, 2004
- Латинский кубок
  - Победитель (4): 1998, 2002, 2003, 2004

### Индивидуальные
- Чемпионат мира по пляжному футболу (4):
  - Лучший игрок: 2002
  - Лучший бомбардир: 2002, 2003 
  - Серебряный мяч: 2005
  - Серебряная бутса: 2005
- Мундиалито (6):
  - Лучший бомбардир: 1997, 1998, 2000, 2001, 2004
  - Лучший игрок: 1997
- Латинский кубок (3):
  - Лучший бомбардир: 1998, 2004
  - Лучший игрок: 1998

## Рекомендации
1. ↑  Adamov, Alexey (19 октября 2019). Топ-10 легенд пляжного футбола по версии France Football. Кто лишний, а кого забыли?. Beach Soccer Russia. Архивировано 19 октября 2019. Дата обращения: 19 октября 2019.
2. ↑  Artilheiros (порт.). CBSB - Confederação de Beach Soccer do Brasil (1 марта 2020). Дата обращения: 30 апреля 2021. Архивировано 3 февраля 2023 года.
3. 1 2 3 4 5  Lembra Dele? ‘Rei das praias’, Neném curte a vida como técnico no Qatar (порт.). O Globo (3 декабря 2011). Дата обращения: 26 апреля 2021. Архивировано 3 мая 2021 года.
4. ↑  Brasil goleia a Espanha. O Fluminense (порт.). Rio de Janeiro. 23 января 1998. Дата обращения: 30 апреля 2021.
5. 1 2 3 4  Rádio FI: 'Rei da Praia' relembra conquistas e fala sobre experiência como técnico (порт.). Futebol Interior (16 июня 2020). Дата обращения: 26 апреля 2021. Архивировано 4 мая 2021 года.
6. ↑  Futebol de campo ainda seduz jogadores da areia (порт.). Universo Online (16 мая 2005). Дата обращения: 26 апреля 2021. Архивировано 26 марта 2024 года.
7. 1 2 3  Neném, un ancien Dogue roi de la plage (фр.). Le Petit Lillois (26 мая 2020). Дата обращения: 26 апреля 2021. Архивировано 26 марта 2024 года.
8. ↑  Mais Qui Sont Ces Bres'lilliens? (фр.). Lille OSC (9 ноября 2017). Дата обращения: 26 апреля 2021. Архивировано 26 марта 2024 года.
9. 1 2  Golden Madjer scoops both Ball and Shoe (англ.). FIFA (16 мая 2005). Дата обращения: 26 апреля 2021. Архивировано из оригинала 2 мая 2021 года.
10. ↑  Após frustração no Mundial, Brasil indica mudanças na seleção (порт.). Universo Online (16 мая 2005). Дата обращения: 26 апреля 2021. Архивировано 26 марта 2024 года.
11. ↑  Brasil goleia e é campeão do Mundialito de futebol de areia pela 8ª vez (порт.). Universo Online (18 августа 2005). Дата обращения: 30 апреля 2021. Архивировано 11 октября 2023 года.
12. 1 2  Estrelas excluídas alfinetam técnico às vésperas da Copa (порт.). Universo Online (31 октября 2006). Дата обращения: 30 апреля 2021. Архивировано 26 марта 2024 года.
13. ↑  Brasil usa disciplina tática no Mundial de futebol de praia da Fifa (порт.). Folha de S.Paulo (3 ноября 2006). Дата обращения: 30 апреля 2021. Архивировано 26 марта 2024 года.
14. ↑  Jorginho cobra explicação do técnico da seleção (порт.). O Globo (2 ноября 2006). Дата обращения: 30 апреля 2021. Архивировано 2 мая 2021 года.
15. ↑  "Fantasma" de excluídos persegue o Brasil na estréia na Copa (порт.). Universo Online (3 ноября 2006). Дата обращения: 30 апреля 2021. Архивировано 26 марта 2024 года.
16. 1 2  "Esquecido", Neném aparece e fica feliz com vitória (порт.). Universo Online (11 ноября 2006). Дата обращения: 30 апреля 2021.
17. ↑  Grupo unido vira trunfo do Brasil na conquista de título inédito (порт.). Universo Online (12 ноября 2006). Дата обращения: 30 апреля 2021. Архивировано 26 марта 2024 года.
18. 1 2 3  Neném segue os passos de Zico no Japão (порт.). O Globo (29 августа 2007). Дата обращения: 30 апреля 2021. Архивировано 2 мая 2021 года.
19. ↑  Polêmicos, Neném e Cantona têm dia difícil na Copa do Mundo (порт.). Universo Online (3 ноября 2007). Дата обращения: 30 апреля 2021. Архивировано 26 марта 2024 года.
20. ↑  Show na areia no adeus de Júnior Negão (порт.). Imirante.com (28 декабря 2008). Дата обращения: 30 апреля 2021. Архивировано 3 мая 2021 года.
21. ↑  5 Lendas do Futebol de Praia que deixam saudades! (порт.). Fair Play: FP (10 декабря 2019). Дата обращения: 30 апреля 2021. Архивировано 26 марта 2024 года.
22. 1 2  COM SELEÇÃO DE POLICIAIS E AMADORES, NENÉM SONHA: "IGUAL A ZICO NO JAPÃO" (порт.). Futebol BH (29 января 2015). Дата обращения: 30 апреля 2021. Архивировано 26 марта 2024 года.
23. ↑  Neném aponta pressão e diz que falta alegria na seleção de futebol de areia (порт.). O Globo (14 января 2016). Дата обращения: 30 апреля 2021. Архивировано 29 марта 2024 года.
24. ↑  Lendas da areia (порт.). Museu da Pelada. Дата обращения: 30 апреля 2021. Архивировано 29 ноября 2023 года.